# Coppa delle nazioni oceaniane femminile 2014
La Coppa delle nazioni oceaniane femminile 2014, ufficialmente 2014 OFC Women's Nations Cup, e citata anche come 2014 OFC Women's Championship, è stata la decima edizione ufficiale della manifestazione, programmata fra il 25 e il 29 ottobre 2014 in Papua Nuova Guinea. Il torneo, riservato alle Nazionali di calcio femminile oceaniane, fu organizzato dalla Oceania Football Confederation (OFC).
La Nuova Zelanda, alla sua terza vittoria consecutiva, vinse il torneo senza concedere alcuna rete alle avversarie, conquistando così, come da regolamento, l'unico posto disponibile per la fase finale del Campionato mondiale femminile di calcio 2015.

## Selezione della nazione ospitante
Le candidature all'organizzazione del torneo sono state presentate dalle nazioni di Papua Nuova Guinea e Nuova Zelanda, e in data 29 marzo 2014 l'OFC Executive Committee decise di assegnarla a Papua Nuova Guinea, nazione che ospitò anche l'edizione 2007.

## Squadre
Delle undici Nazionali affiliate OFC che potevano accedere al torneo, hanno ottenuto la qualificazione alla fase finale del torneo le seguenti quattro:
- Isole Cook
- Nuova Zelanda
- Papua Nuova Guinea
- Tonga

## Città e stadi
Originariamente l'unico impianto destinato a ospitare gli incontri fu il Sir Ignatius Kilage Stadium di Lae, tuttavia in un secondo tempo si optò per il Kalabond Oval di Kokopo.

## Formula del torneo
Le quattro squadre che si sono qualificate per la fase finale si affrontavano in un solo girone all'italiana, con la miglior classificata che ottiene la qualificazione al Mondiale di Canada 2015.

## Incontri
| Squadra            | P.ti | G | V | N | P | GF | GS | DR  |
| ------------------ | ---- | - | - | - | - | -- | -- | --- |
| Nuova Zelanda      | 9    | 3 | 3 | 0 | 0 | 30 | 0  | +30 |
| Papua Nuova Guinea | 6    | 3 | 2 | 0 | 1 | 7  | 4  | +3  |
| Isole Cook         | 1    | 3 | 0 | 1 | 2 | 2  | 16 | -14 |
| Tonga              | 1    | 3 | 0 | 1 | 2 | 1  | 20 | -19 |

| Arbitro: | Tupou Patia |

| |           |  |
| Cleverley 1’, 18’ Gregorius 8’ (rig.), 50’, 70’ Hassett 17’ Collins 20’, 69’, 76’ White 26’, 29’ Longo 67’, 77’ Hearn 86’, 90+7’ Percival 90+2’ | Marcatori |  |

| Arbitro: | George Time |

|                                    |           |                |
| Birum 16’ M. Gunemba 26’, 36’, 84’ | Marcatori | 90’ Maoate-Cox |

| Arbitro: | Anio Amos |

|                 |           |          |
| Loto'aniu 90+5’ | Marcatori | 83’ Toka |

| Arbitro: | Finau Vulivuli |

|  |           |                                 |
|  | Marcatori | 59’ Stott 70’ Hearn 90+2’ Longo |

| Arbitro: | Finau Vulivuli |

|  |           | |
|  | Marcatori | 12’, 20’ Collins 14’ Erceg 19’, 47’, 56’, 86’ Hearn 43’ Percival 45+4’ White 54’ Stott 75’ Hassett |

| Arbitro: | Tupou Patia |

|  |           |                               |
|  | Marcatori | 25’ M. Gunemba 32’, 62’ Kaipu |

## Premi
I seguenti premi vennero attribuiti al termine del torneo.
| Premio          | Atleta          |
| --------------- | --------------- |
| Golden Ball     | Rosie White     |
| Golden Boot     | Amber Hearn     |
| Golden Gloves   | Fidelma Watpore |
| Fair Play Award | Tonga           |

## Classifica marcatrici
La neozelandese Amber Hearn conquista il titolo di capocannoniere del torneo per la seconda volta consecutiva.
7 reti
- Amber Hearn

5 reti
- Helen Collins

4 reti
- Meagen Gunemba

3 reti
- Sarah Gregorius
- Annalie Longo
- Rosie White

2 reti
- Daisy Cleverley
- Betsy Hassett
- Ria Percival
- Rebekah Stott
- Marie Kaipu

1 rete
- Lee Maoate-Cox
- Tepaeru Toka
- Abby Erceg
- Sandra Birum
- Heilala Loto'aniu